# Porano
Porano è un comune italiano di 1 840 abitanti della provincia di Terni in Umbria.

## Geografia fisica
- Classificazione climatica: zona E, 2173 GR/G

Porano fa parte della Comunità Montana Monte Peglia e Selva di Meana.

## Storia
Paese circondato da mura medievali, possiede una chiesa parrocchiale con alcuni affreschi di grande valore artistico, fra cui un'Annunciazione del XV secolo e un'acquasantiera di marmo degli inizi del Seicento. Nel centro storico furono edificati, agli inizi dell'età moderna, (XVI secolo) alcuni pregevoli edifici residenziali.
In particolare, Villa del Corgnolo (detta anche del Cornaro o Corniolo) si trova immersa in uno dei parchi storici di maggiore rilievo dell'Umbria. A partire da un preesistente impianto di monastero medievale, la nobile famiglia orvietana dei Gualterio, nel 1706, trasformò la proprietà in sede di villeggiatura estiva di prelati. Per questo la villa fu anche denominata ‘villa dei sette cardinali’ e tutt'oggi conserva uno spazio esterno denominato ‘rotonda dei cardinali’.
Una lapide presente sulla facciata posteriore testimonia che nella villa, in virtù degli stretti legami che il cardinale Filippo Antonio Gualterio intratteneva con la casa reale britannica, i Gualterio ospitarono nel giugno del 1723 Giacomo III d'Inghilterra. Più tardi, nell'Ottocento, fu ospite anche la principessa di Savoia. Ciò, insieme a quanto si può desumere dai lunghi inventari degli arredi redatti nel 1741, che rilevavano la presenza di ricche mobilie, statue e biblioteche, suggerisce quale grande splendore dovette conoscere questo elegante luogo di svago. Nel 1874, il senatore Filippo Antonio Gualterio, discendente dell'omonimo cardinale ed esponente di primo piano del Risorgimento, oltre che ministro del Regno d'Italia, fu costretto a vendere la proprietà a causa delle grandi spese sostenute per fini politici.
La villa, in seguito all'acquisto da parte della famiglia Viti Mariani, mutò la denominazione in Villa Paolina, dal nome della nuova proprietaria Paolina Viti. La villa è oggi sede dell'Istituto di biologia agro-ambientale e forestale del Consiglio Nazionale delle Ricerche.
Il paese è noto perché qui risiede da diversi anni la scrittrice Susanna Tamaro.

### Simboli
Sullo stemma comunale, riconosciuto con decreto del Capo del Governo del 25 febbraio 1929, è raffigurata in campo d'argento l'immagine di san Biagio, con il pastorale nella mano destra e il Vangelo nella sinistra. Il gonfalone, concesso con DPR del 22 marzo 1976, è un drappo partito di giallo e di azzurro.

## Società

### Evoluzione demografica
Abitanti censiti

## Amministrazione

### Gemellaggi
- Caudrot
- Pirano